# Rhynchagrotis exsertistigma
Rhynchagrotis exsertistigma är en fjärilsart som beskrevs av Morris 1874. Rhynchagrotis exsertistigma ingår i släktet Rhynchagrotis och familjen nattflyn. Inga underarter finns listade.